# گورستان جلوگیر
قبرستان جلوگیر مربوط به دوران‌های تاریخی پس از اسلام است و در شهرستان بوئین‌زهرا، بخش آوج، روستای لجام گیر واقع شده و این اثر در تاریخ ۱۹ اسفند ۱۳۸۰ با شمارهٔ ثبت ۴۸۲۳ به‌عنوان یکی از آثار ملی ایران به ثبت رسیده است.